# Cracca velutina
Cracca velutina là một loài thực vật có hoa trong họ Đậu. Loài này được (Spreng.) Kuntze mô tả khoa học đầu tiên năm 1891.